# 遭難 (松本清張)
「遭難」（そうなん）は、松本清張の小説。『週刊朝日』1958年10月5日号から12月14日号まで、「黒い画集」第1話として掲載、1959年4月に『黒い画集1』収録の一編として、光文社より刊行された。
『黒い画集 ある遭難』のタイトルで1961年に東宝で映画化、また1959年にテレビドラマ化されている。

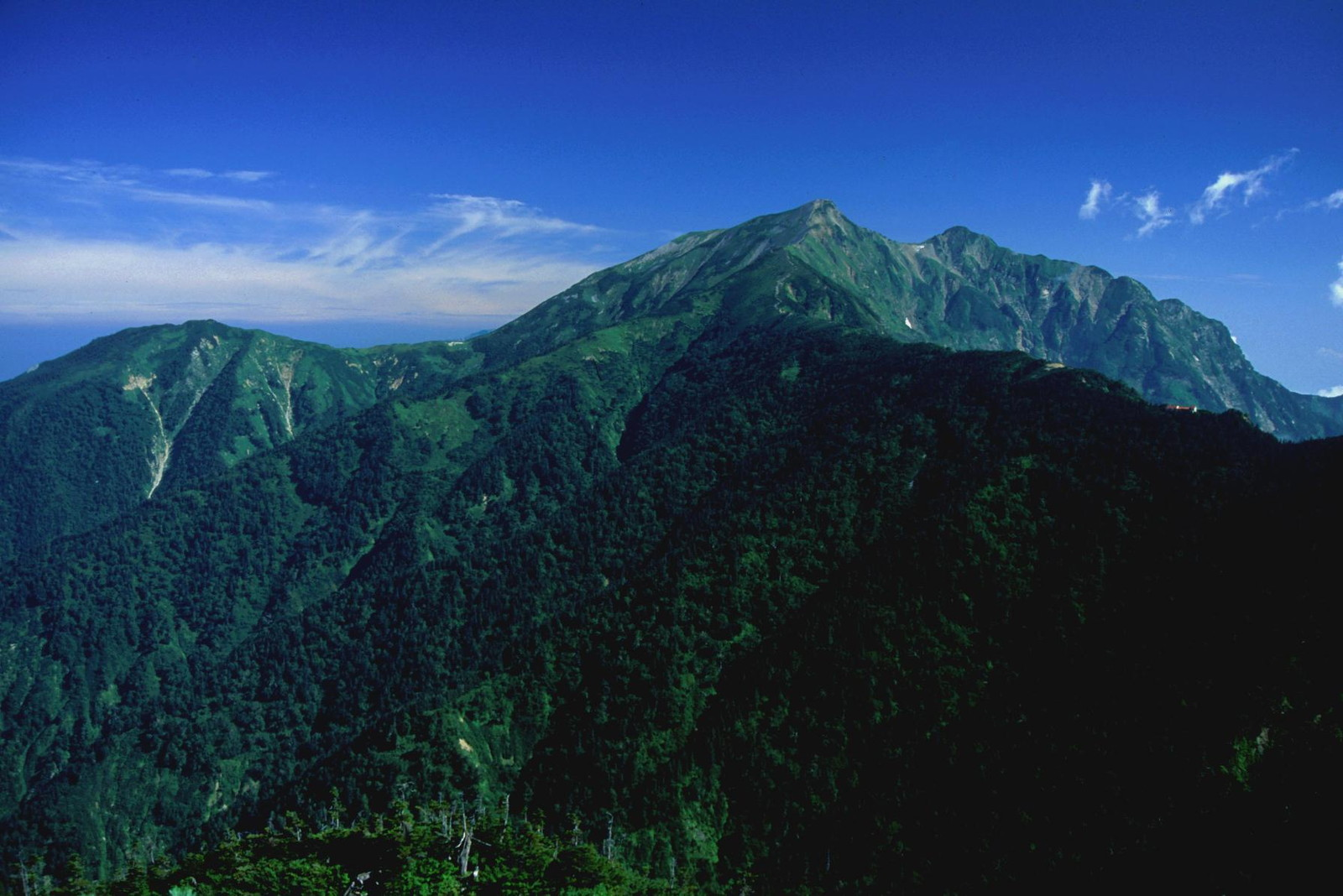
爺ヶ岳から望む鹿島槍ヶ岳（中央のピーク）。鹿島槍から西に延びる、登山道のない牛首尾根が、遭難したルートのモチーフとされた。

## あらすじ
銀行に務める江田昌利・浦橋吾一・岩瀬秀雄の3人は、8月30日、北アルプスの鹿島槍ヶ岳に登った。山小屋に宿泊して翌日、雨の降る中、3人は途中で遭難、江田が救援に向かうも、岩瀬は疲労と寒気から錯乱状態に陥り、黒部渓谷の奈落へ転落死する。
ある日、江田は岩瀬の姉・真佐子と従兄の槇田二郎から夕食に呼ばれ、遭難現場を訪ねたいとの申し出を受けるが……。

## エピソード
- 本作執筆の契機に関して著者の松本は、ある山登りの人が雑誌の座談会で「山に登る人には悪人が居ない」などと云うのを読み、「あるいはそうかもしれないが、そういう決定的な言い方に少しばかり反撥を感じた」ことを挙げている[2]。
- プロットを考えた松本が、登山家（のちに作家）の加藤薫に相談したところ、そのプロットには鹿島槍の頂上がちょうどいいとの説明を受け、加えて加藤は松本（と『週刊朝日』で『黒い画集』シリーズ担当の永井萌二）を鹿島槍ヶ岳に連れて登山し、「現地講義」を行ったが、山の中腹まで現地を踏み、実景を見た点で、書くのに自信がついた、と松本は回想している[3]。
- 本作に登場するトリックは「プロバビリティーの犯罪」と呼ばれる。

## 映画
映画タイトル『黒い画集 ある遭難』。1961年6月17日に公開。製作は東京映画、配給は東宝。現在はDVD化されている。原作と異なるラストを設定している。
キャスト
- 香川京子（岩瀬真佐子）
- 伊藤久哉（江田昌利）
- 和田孝（浦橋吾一）
- 児玉清（岩瀬秀雄）
- 土屋嘉男（槇田二郎）
- 松下砂稚子（江田夫人）
- 天津敏（土岐真吉）
- 那智恵美子（秀雄の母）

他
スタッフ
- 脚本: 石井輝男
- 監督: 杉江敏男
- 撮影: 黒田徳三
- 音楽: 神津善行
- 美術: 小野友滋
- 録音: 酒井栄三
- 照明: 比留川大助

### 製作
撮影は雪山でのオールロケで行われた。出演者の土屋嘉男によれば、寒さでカメラが動かず焚き火で温めたり、アフレコではあったものの頬が冷えて口が動かなくなるなど苦労が多かったという。登山が趣味であった土屋は山に慣れていたものの、監督の杉江敏男は山を知らなかったといい、土屋を笑わせようとする杉江に対し「雪崩が起こる」と土屋が忠告しても杉江は信じなかったが、実際に撮影隊が移動した後に雪崩が起きていた。

## テレビドラマ
1959年8月31日と9月7日、KRテレビ（現・TBS）系列の「ピアスTVサスペンス 東京0時刻」枠（月曜21:15-21:45。ピアス化粧品一社提供）にて放映。
キャスト
- 庄司永建
- 松本朝夫
- 内藤武敏
- 露口茂
- 楠侑子
- 奈良岡朋子

| KRT ピアスTVサスペンス 東京0時刻 | KRT ピアスTVサスペンス 東京0時刻 | KRT ピアスTVサスペンス 東京0時刻 |
| 前番組                           | 番組名                           | 次番組                           |
| -------------------------------- | -------------------------------- | -------------------------------- |
| 妄執の家 （1959.8.24）           | 遭難 （1959.8.31 - 9.7）         | 黒い時間 （1959.9.14）           |